# Dorfkirche Fischwasser

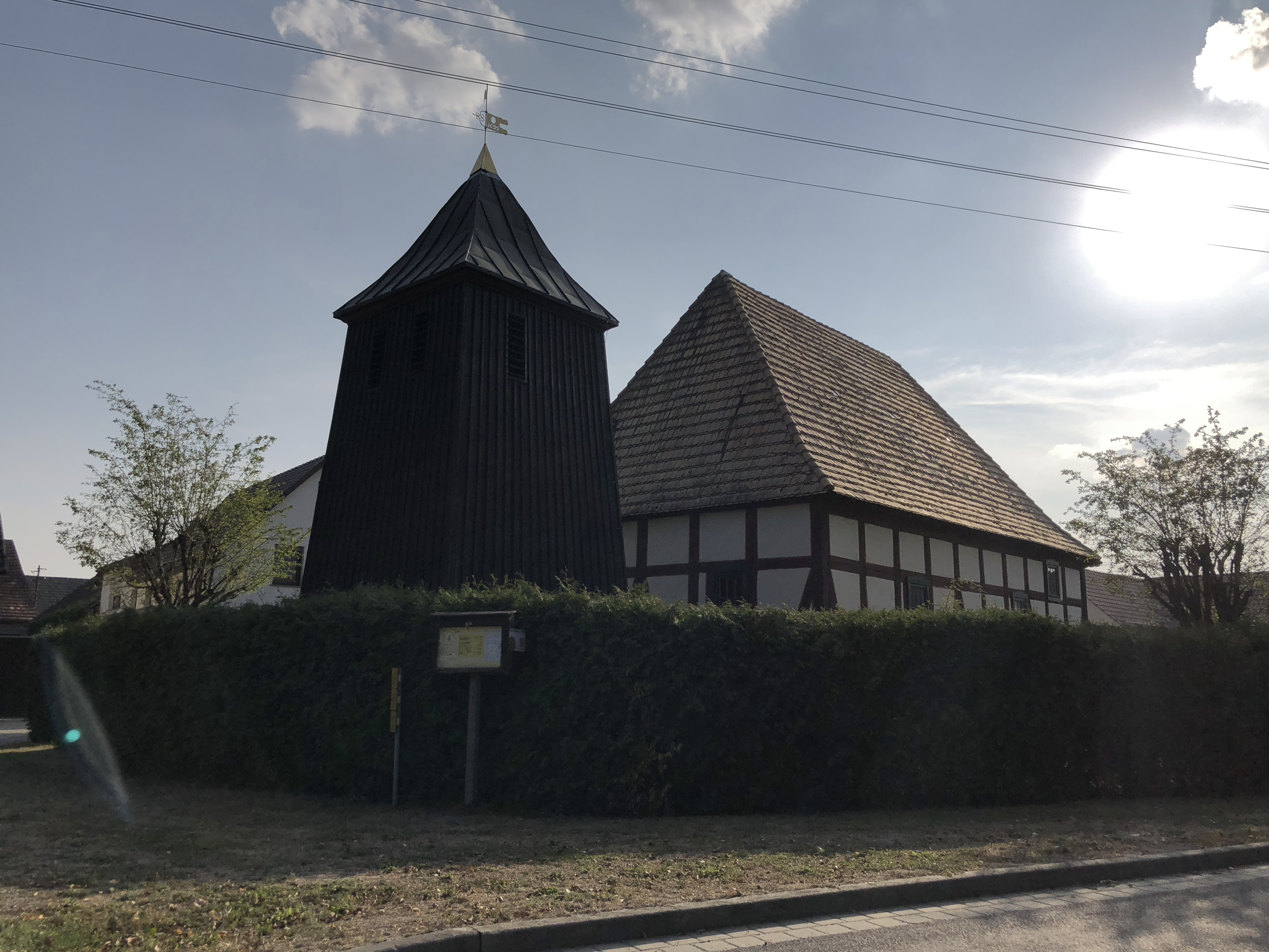
Dorfkirche Fischwasser

Die evangelische, denkmalgeschützte Kirche Fischwasser steht in Fischwasser, einem Ortsteil der Gemeinde Heideland im Landkreis Elbe-Elster von Brandenburg. Die Kirche gehört zum Kirchenkreis Niederlausitz der Evangelischen Kirche Berlin-Brandenburg-schlesische Oberlausitz.

## Beschreibung
Die Fachwerkkirche, die mit einem Walmdach bedeckt ist, wurde in der zweiten Hälfte des 17. Jahrhunderts erbaut. Etwas östlich wurde 1699 der frei stehende, mit Brettern verkleidete Glockenturm errichtet, der mit einem Pyramidendach bedeckt ist. In seinem Glockenstuhl hängen zwei Kirchenglocken, eine kleine, die 1410, und eine große, die 1798 gegossen wurde. Zur Kirchenausstattung gehören ein barocker Kanzelaltar von 1789 und ein Taufbecken von 1386. Auf der Empore wurde 1852 eine Orgel aufgestellt.